# Zbrodnia w Rudni
Zbrodnia w Rudni – zbrodnia dokonana w dniu 12 lipca 1943 roku przez UPA we wsi Rudnia, w gminie Kisielin w powiecie horochowskim na Wołyniu. Wieś została doszczętnie spalona, a ok. 140 mieszkańców zamordowanych.

## Sąsiedztwo UPA
Od marca 1943 roku w pobliżu wioski znajdowało się zgrupowanie UPA. Działania upowców do maja ograniczały się do zaopatrywania się w okolicznych wsiach w żywność. We wsi powstała mała placówka samoobrony, która pełniła warty. W maju został porwany z domu i zamordowany Stanisław Jączek, a w czerwcu rodzina czeska. Na początku lipca upowcy zwrócili się do samoobrony o pożyczenie dwóch karabinów, co uczyniono, by nie prowokować Ukraińców. 11 lipca UPA przeprowadziła zwiad we wsi. W dniu 11 lipca, w czasie napadu UPA na kościół w oddalonym od Rudni o 6 km Kisielinie, kilku mieszkańców Rudni straciło życie.

## Napad
12 lipca uzbrojony oddział UPA, liczący około 50 osób, zaatakował wieś. Mieszkańcy rzucili się do ucieczki w zboże. Część z nich wymordowano po złapaniu na miejscu, część po zaprowadzeniu pod kapliczkę. Tych, których ukryli się w schronie w ziemi próbowano namówić do wyjścia obiecując wypuszczenie wolno. Jednak pierwsza kobieta, która wyszła, została zastrzelona, a schron ostatecznie zasypany ziemią. Tych, którzy nie uciekali uważając, że nie ma podstaw do ich zabicia, mordowano w domach siekierami, a domy palono. Uratowało się kilka osób, które dobrze znając język ukraiński przekonały napastników, że są Ukraińcami. 
W sumie ze wsi ocalało 30 osób, zginęło 141 Polaków i 4 Czechów. Osoby, które ocalały przedarły się do wsi Zaturce, gdzie stacjonał pododdział niemieckiego wojska. Większość spośród ocalałych została wywieziona na roboty do Niemiec.

## Upamiętnienie
W 1997 roku Stowarzyszenie Upamiętniania Polaków Pomordowanych na Wołyniu postawiło miejscu zbrodni metalowy krzyż o wysokości 10 metrów.

## Literatura
- Władysław Siemaszko, Ewa Siemaszko, Ludobójstwo dokonane przez nacjonalistów ukraińskich na ludności polskiej Wołynia 1939–1945, Warszawa: „von borowiecky”, 2000, ISBN 83-87689-34-3, OCLC 749680885.